# Ganzerik (geslacht)
Ganzerik (Potentilla) is een plantengeslacht uit de rozenfamilie (Rosaceae) van kruidachtige planten en een aantal struiken. De botanische naam Potentilla is afgeleid van het Latijnse potens (machtig), duidend op een sterke medicinale werking. Het geslacht telt ongeveer vijfhonderd soorten die voornamelijk in gematigde streken van het noordelijk halfrond voorkomen. Over de precieze grenzen van het geslacht vindt nog veel onderzoek en discussie plaats. Het nauw verwante geslacht aardbei (Fragaria) zal wellicht samen met ganzerik in een groter geslacht opgaan.
Drymocallis is een geslacht van planten dat vroeger (en soms nog steeds wordt) werd opgenomen in het geslacht ganzerik, zoals rotsganzerik.
Verschillende soorten zijn populaire tuinplanten, met name de heesterganzerik (Dasiphora fruticosa) met veel cultivars. Deze soort wordt vaak gebruikt in groenaanplant van steden en bedrijfsterreinen, omdat hij weinig onderhoud vergt, winterhard is en voor een groot deel van de zomer bloemen draagt.

## Eigenschappen
De botanische naam Potentilla is afgeleid van het Latijnse potens, dat machtig betekent, duidend op een sterke medicinale werking. Zo werd de wortelstok van tormentil (Potentilla erecta) en zilverschoon (Potentilla anserina) gebruikt bij diarree en maag- en darmpijn.
De bladeren van veel soorten zijn samengesteld uit vijf deelblaadjes. Hier duidt de Engelse naam 'cinquefoil' (= vijf blaadjes) op. Overigens hebben sommige soorten maar drie deelblaadjes, zoals de aardbeiganzerik, terwijl andere er zelfs vijftien of meer hebben. De 'cinquefoil' met vijf blaadjes komt in drievoud voor in het wapenschild van de van oorsprong Schotse familie Hamilton.
De Duitse geslachtsnaam 'Fingerkraut' verwijst naar een andere eigenschap van het blad: het is meestal handvormig samengesteld.

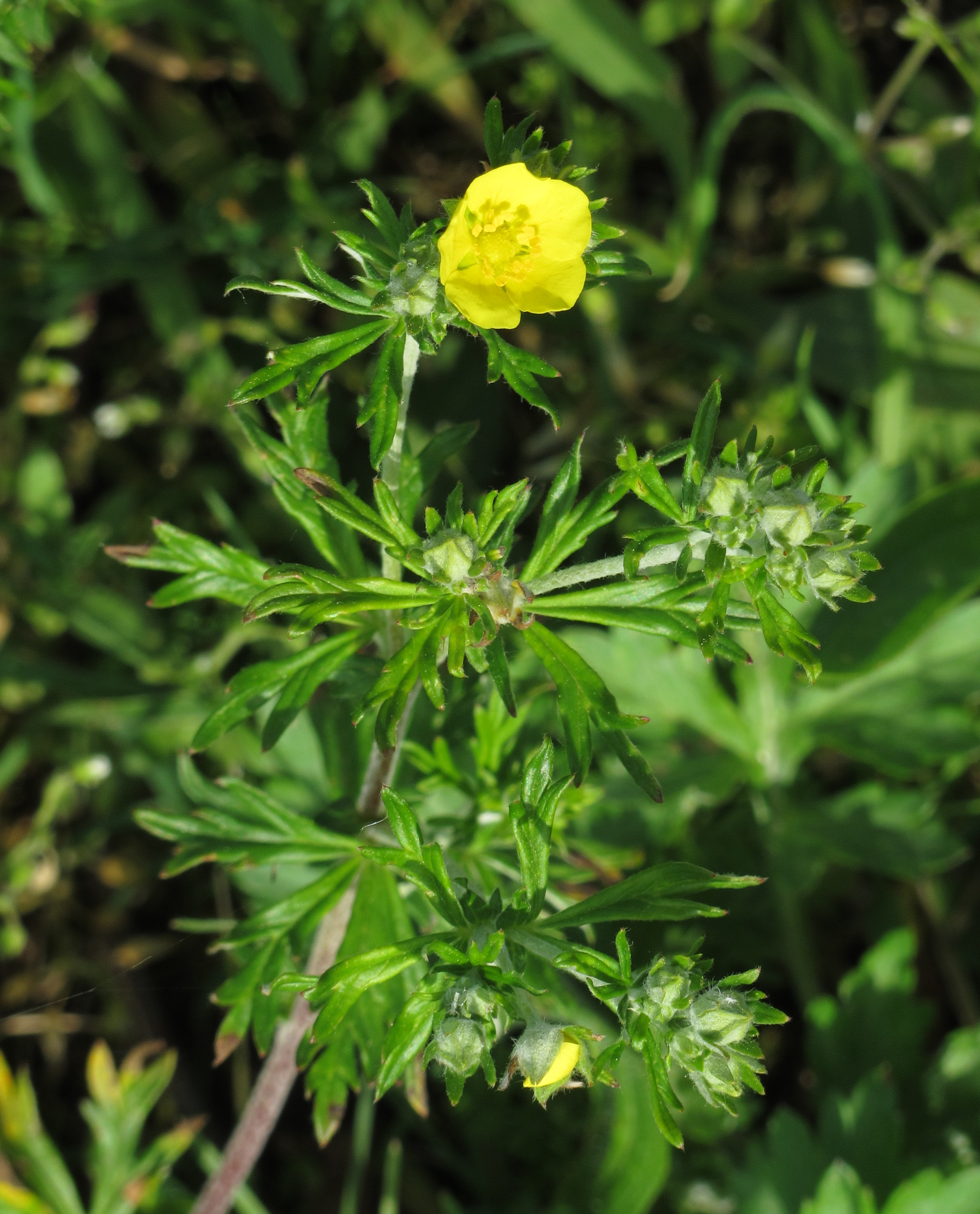
Potentilla argentea

## Soorten
In België en Nederland komen de volgende soorten voor:
- Aardbeiganzerik (Potentilla sterilis)
- Kruipganzerik (Potentilla anglica)
- Liggende ganzerik (Potentilla supina)
- Middelste ganzerik (Potentilla intermedia)
- Noorse ganzerik (Potentilla norvegica)
- Rechte ganzerik (Potentilla recta)
- Schijnaardbei (Potentilla indica)
- Tormentil (Potentilla erecta)
- Vijfvingerkruid (Potentilla reptans)
- Viltganzerik (Potentilla argentea)
- Voorjaarsganzerik (Potentilla verna)
- Wateraardbei (Potentilla palustris)
- Zilverschoon (Potentilla anserina)

In Wallonië komt ook voor:
- Rotsganzerik (Drymocallis rupestris, synoniem: Potentilla rupestris)

In Europa komen verder nog voor:
- Potentilla sterneri

... · 
P. anglica (Kruipganzerik) · 
P. anserina (Zilverschoon) · 
P. argentea (Viltganzerik) · 
P. erecta (Tormentil) · 
P. indica (Schijnaardbei) · 
P. intermedia (Middelste ganzerik) · 
P. norvegica (Noorse ganzerik) · 
P. palustris (Wateraardbei) · 
P. recta (Rechte ganzerik) · 
P. reptans (Vijfvingerkruid) · 
P. sterilis (Aardbeiganzerik) · 
P. sterneri · 
P. supina (Liggende ganzerik) · 
P. tabernaemontani (Voorjaarsganzerik) · 
...
... · 
Acaena (stekelnootje) · 
Adenostoma · 
Agrimonia (agrimonie) · 
Alchemilla (vrouwenmantel) · 
Amelanchier (krentenboompje) · 
Aphanes (leeuwenklauw) · 
Aronia (appelbes) · 
Aruncus · 
Comarum · 
Cotoneaster (dwergmispel) · 
Crataegus (meidoorn) · 
Cydonia (kweepeer) · 
Dryas · 
Eriobotrya · 
Filipendula (spirea) · 
Fragaria (aardbei) · 
Geum (nagelkruid) · 
Hagenia · 
Kerria (ranonkelstruik) · 
Malus (appel) · 
Mespilus · 
Potentilla (ganzerik) · 
Prunus · 
Pyracantha (vuurdoorn) · 
Pyrus (peer) · 
Rosa (roos) · 
Rubus (braam) · 
Sanguisorba (pimpernel) · 
Sorbaria · 
Sorbus (lijsterbes) · 
...